# Коробово (Вологодский район)
Коробово — деревня в Вологодском районе Вологодской области
Входит в состав Новленского сельского поселения, с точки зрения административно-территориального деления — в Новленский сельсовет.
Расположено на левом берегу реки Большая Ельма недалеко от места впадения в Кубенское озеро. Расстояние по автодороге до районного центра Вологды — 63 км, до центра муниципального образования Новленского — 3 км. Ближайшие населённые пункты — Новленское, Андрюшино, Каргачево.
По переписи 2002 года население — 158 человек (77 мужчин, 81 женщина). Преобладающая национальность — русские (97 %).
С 1937 года при деревне работает метеостанция, работает база отдыха, сохранились остатки церкви Михаила Архангела. В деревне 2 улицы: Новая и Старый посёлок.